# Sheer Terror
Sheer Terror ist eine Hardcore-Band aus New York City, welche dem Subgenre New York Hardcore zugerechnet wird. Im Vergleich zu anderen NYHC-Bands weist die Musik von Sheer Terror deutlichere Einflüsse aus dem Heavy Metal auf.

## Geschichte
Das Lineup bestand aus Paul Bearer (Gesang), Mark Neumann (Gitarre), Mike Walter (Bass) und Patrick Cronin (Schlagzeug). Die erste Veröffentlichung der Band waren zwei Lieder auf der Kompilation One Big Crowd des New Yorker Labels Bigy City Records. 1998 löste sich die Band auf. Im Jahre 2004 gab es eine Reunion der Band im legendären CBGBs in New York. Ein Jahr später veröffentlichte die Band dann eine DVD und eine Audio-CD mit dem Auftritt. Der Titel des Albums lautet Beaten by the Fists of God. Seit 2010 ist Sheer Terror mit bis auf Paul Bearer komplett neuem Lineup wieder aktiv.

## Rezeption
Das deutschsprachige Online-Magazin laut.de setzte Sheer Terror 2018 in seiner globalen Liste „Die 30 besten Hardcore-Bands“ auf Platz 14.

## Diskografie
- 1989: Live at CBGB (Live-EP, Blackout! Records)
- 1990: Just Can’t Hate Enough (Blackout! Records)
- 1992: Thanks Fer Nuthin' (Blackout! Records)
- 1992: Ugly and Proud (Magnetic Air Productions)
- 1993: Asshole and Proud (EP, Halb 7 Records)
- 1993: Old, New, Borrowed and Blue (EP, Blackout! Records)
- 1995: Love Songs for the Unloved (Blackout! Records)
- 2004: Drop Dead and Go to Hell (Dead City Records)
- 2005: Beaten by the Fists of God (Livealbum, Thorp Records)
- 2014: Standing Up for Falling Down (Reaper Records)
- 2016: Unheard Unloved (Blackout! Records)